# 崇寧文廟
崇寧文廟位於四川省成都市郫都区唐昌鎮（崇寧縣老縣城）西正街96號。

## 历史
文廟始建於宋代，重建於清光緒二十五年（1899年）。2012年，重建棂星门、泮桥、万仞宫墙等建筑，重塑大成殿内塑像，并恢复祭孔典礼。

## 建筑
崇宁文庙占地面積約35畝，總建築面積約1000余平方公尺。現存的大成殿、東西廂房和泮池为原建筑。大成殿五開間22.75公尺，進深13.3公尺，通高15.48公尺，木拾梁結構，殿頂為重簷歇山式，上施琉璃瓦，脊上有較繁復的堆雕等裝飾。崇寧文廟規模較大，建築雄偉，是清代古建築的精品之作。泮池周长98.25米，上有三座砖石结构拱桥，各长18.9米。2007年，崇寧文廟被成都市人民政府公佈為市級文物保護單位。2012年7月16日公佈為第八批四川省文物保護單位。
- 大成殿及东西庑
- 棂星门
- 泮池
- 万仞宫墙